# Герман Якобсен
Герман Йоган Генріх Якобсен (нім. Hermann Johannes Heinrich Jacobsen; 26 січня 1898, Гамбург — 19 серпня 1978, Кіль) — німецький ботанік.

## Біографія
Працював у ботанічних садах в Кельні та Бонні, очолював ботанічний сад в Кільському університеті імені Крістіана Альбрехта з 1929 по 1963. Його наступником став Клаус Хесселбарс (нім. Klaus Hesselbarth). Особливою заслугою Якобсена було відновлення в Кілі ботанічного саду з теплицями, що зазнав масових руйнувань під час Другої світової війни. Сферою особливого інтересу Германа Якобсена були сукулентні рослини. Серед іншого, він разом з Густавом Швантезом (нім. Gustav Schwantes) створили у ботанічному саду Кіля одну з найбільших колекцій рослин з родини Мезембріонтемових (Mesembryanthemum, зараз класифікуються як підродина родини Аізоонових (Aizoaceae)), яка служила основою для багатьох наукових робіт.
За словами Швантеза Герман Якобсен «вкладав у свою справу всю душу і ентузіазм».
Серед іншого Якобсена вважали талановитим піаністом.

## Визнання
Герман Якобсен був членом ряду наукових товариств, у тому числі Лондонського Ліннеївського товариства. В 1963 році, на прохання факультету математики та природничих наук, він отримав звання почесного доктора Кільського університету імені Крістіана Альбрехта.
На честь Германа Якобсена названий рід Якобсенія (Jacobsenia) з родини Аізоонових (Aizoaceae).

## Творчість
Герман Якобсен розробив низку цікавих лекцій з ботаніки. Також він був відомий своїми барвистими світлинами рослин. Якобсен опублікував велику кількість садівничих і ботанічних книг і статей. Він автор монографії в трьох частинах про некактусові сукуленти — «Довідник з сукулентів», автор однотомної праці «Енциклопедія сукулентів», що вийшла у Відні в 1970 році, але досі дуже актуальної і цінної, та яка друкується й донині.